# Resolução 275 do Conselho de Segurança das Nações Unidas
A Resolução 275 do Conselho de Segurança das Nações Unidas aprovada em 22 de dezembro de 1969, depois de uma carta do representante de Guiné e observando que esses incidentes por Portugal prejudicam a paz e a segurança internacional, o Conselho pediu a Portugal que desisti-se de violar a soberania e a integridade territorial de Guiné. O Conselho deplora profundamente a perda de vidas e os graves danos sofridos em várias aldeias guineenses infligidas pela ação de Guiné-Bissau, território sob administração portuguesa, advertindo solenemente a Portugal que, se tais atos se repetissem no futuro, o Conselho consideraria medidas adicionais para dar efeito à resolução. Convocou também Portugal a lançar uma barcaça com o nome de Patrice Lumumba e todos os seus passageiros.
A resolução foi aprovada com 9 votos, com 6 abstenções da República da China, Colômbia, França, Espanha, Reino Unido e os Estados Unidos.
Guiné escreveu pela primeira vez ao Conselho de Segurança em 4 de dezembro de 1969, para solicitar ação, que foi apoiada por 40 países africanos. Informou ao Conselho sobre novos ataques aéreos em seu território em 12 de dezembro, fazendo com que as reuniões fossem realizadas e que uma resolução fosse aprovada.